# Mount Tyree
Mount Tyree is een berg in Antarctica, en is onderdeel van Sentinel Range.
Mount Tyree ligt in het Chileense deel van Antarctica.
De ligging is 13 kilometer noordwestelijk van Vinsonberg, die de hoogste berg van Antarctica is. Mount Tyree is de op een na hoogste berg van het continent, en is daarmee opgenomen in de Zeven tweede toppen.